# Хочу понять
Хочу понять (азерб. Anlamaq istəyirəm) — советский двухсерийный драматический телефильм 1980 года производства киностудии «Азербайджанфильм», экранизация поэмы Наби Хазри «Встречный иск». Создан по заказу ЦТ СССР.

## Сюжет
Телефильм рассказывает про разрушенные мечты и счастье в борьбе за любовь двух  людей. Два человека — Рустам и Чинара когда-то влюбились друг в друга и жили счастливо в браке, но в конце концов Чинара, поняв, что кроме любви ей ничего не нужно, решила развестись с мужем, предложив жить в качестве любовников. Этого Рустам не принял, и тогда Чинара поняв ошибку захотела вернуть своё счастье, однако поезд ушёл навсегда, ибо Рустам больше не захотел иметь с Чинарой ничего общего.

## Создатели фильма

### В ролях
- Реваз Чхиквишвили — Рустам
- Гамида Омарова — Чинара
- Микаил Керимов — Ахмед
- Мая Искендерова — Рана
- Гасан Мамедов — Чингиз
- Гасан Турабов — Гасан
- Земфира Садыкова — Фарида
- Сона Асланова — мать Чинары
- Велиахд Велиев — Самед
- Тельман Адыгёзалов — Камал
- Эльдениз Расулов — Зейнал
- Гюльшун Курбанова — Рафига
- Амилет Курбанов — Фазиль
- Садых Гусейнов — Шукюров

#### В эпизодах
- Р. Ахундова
- Д. Джалилов

### Административная группа
- Оригинальный текст: Наби Хазри
- Авторы сценария: Леонид Жуховицкий, Октай Миркасимов
- Режиссёр-постановщик Октай Миркасимов
- Оператор-постановщик Алескер Алекперов
- Художник-постановщик Фирангиз Курбанова
- Композитор Рафик Бабаев

## Награды и премии
Актриса Гамида Омарова за исполненную роль Чинары была удостоена премии Ленинского комсомола.